# Світове господарство
Світове господа́рство — глобальна система господарств держав та недержавних утворень, що пов'язані міжнародним поділом праці і взаємодіють між собою у різних формах.

## Риси світового господарства
Особливістю світового господарства є його цілісність, яка забезпечується механізмом міжнародних відносин. Цілісність склалася завдяки взаємозв'язаним процесам — утворенню нових незалежних держав та інтеграції їх економік, під впливом яких формувалася сучасна політична карта світу. Цю цілісність підтримує діяльність міжнародних організацій та потужних транснаціональних корпорацій (ТНК).
Світове господарство має властивості, які не притаманні жодному з національних господарств. На відміну від територіально визначених, більш-менш однорідних за рівнем розвитку, більшою чи меншою мірою керованих національних господарських систем (комплексів) світова економіка має різнорівневу за розвитком, багатополюсну за просторовою організацією, асиметричну (через нерівноправність відносин) будову.

## Дослідження світового господарства
Вперше вони проявилися саме в господарській сфері, тому перші дослідження по глобалізації стосувалися саме дослідження глобального господарства. Підтвердженням того факту, що дослідження процесів глобалізації почалося саме зі сфери господарства є те, що слово «глобалізація» було вперше вжито в 1983 році, коли Теодор Левітт (Theodore Levitt), професор Гарвардської школи бізнесу видав статтю «Глобалізація ринків» («The Globalization of Markets»). Завдяки цій статті слово «глобалізація» набуло широкого розповсюдження в Європі і США, а пізніше поширилося в усьому світі.
Також слід звернути увагу, що ці дослідження внесли певну плутанину у розробку концепції суспільства, оскільки дали підставу деяким дослідникам ототожнювати глобальне суспільство з глобальним господарством, що не є вірним, адже це те саме, що ототожнювати суспільство окремої країни світу з її народним господарством. Тому варто завжди пам'ятати, що господарство є дуже важливою сферою суспільного життя, але ним суспільне життя не обмежується.

## Історія
Етапи формування світового господарства:
- 1 етап — зародження світового господарства в XVI-XVIII століттях на основі виникнення світового ринку та розвитку економічних відносин;
- 2 етап — формування світового господарства на основі розвитку великої машинної індустрії та транспорту;
- 3 етап — становлення нового виробництва, посилення економічної інтеграції, зміна структури світової торгівлі, формування провідних галузей господарства.

## Світове господарство і глобалізація
Глобальне господарство (глобальна економіка, світове господарство) — сфера життєдіяльності людства і загальнолюдського глобального суспільства, господарство глобального суспільства. До її складу входять народні господарства (національні економіки) окремих країн світу. З другої половини XX ст. у глобальному суспільстві значно посилилися процеси інтеграції суспільного життя відомі під назвою процесів глобалізації.